# Сент-Леджер, Шон
Шо́н Па́трик Се́нт-Ле́джер-Хо́лл (ирл. и англ. Sean Patrick St Ledger-Hall; 28 декабря 1984, Бирмингем, Англия) — ирландский и английский футболист, защитник. Выступал за сборную Ирландии.

## Карьера

### Клубная
Карьера Сент-Леджера началась с молодёжного состава команды «Питерборо Юнайтед», после которого он попал в её основной состав в 2002 году. В этом клубе, в основном, выполнял роль центрального защитника, хотя иногда выступал и в роли опорного полузащитника, за что и получил прозвище Seb Сент-Леджер. Защитник был запечатлён в программе Big Ron Manager на канале Sky TV, в сюжете о том, как его клуб вёл упорную борьбу за право выйти в плей-офф второй футбольной лиги в конце сезона 2005/06. Однако «Питерборо Юнайтед» это не удалось и клуб закончил сезон только на 9-м месте.
В июле 2006 года Сент-Леджер подписал контракт с клубом «Престон Норт Энд» на три года за гонорар в 225 тысяч £. В сентябре 2009 года он, на правах аренды, перешёл в «Мидлсбро» с правом продлить аренду в зимнее трансферное окно, но команды не смогли договориться, и защитнику пришлось вернуться в «Престон Норт Энд». Его дебют за «Мидлсбро» состоялся 15 сентября 2009 года в матче с «Шеффилд Уэнсдей» (3:1), а первый гол он забил 26 сентября в игре с «Ковентри Сити» (2:2).

### В сборной
Хотя Сент-Леджер и родился в Англии, но всё же он предпочёл играть за свою историческую родину, как в своё время и его дедушка из города Карлоу. Его дебют за сборную Ирландии состоялся 6 июня 2009 года в матче отборочного турнира к ЧМ-2010 против сборной Болгарии, который завершился со счётом 1:1. Свой первый мяч за сборную защитник забил 10 октября 2009 года в матче со сборной Италии (2:2). Второй мяч был забит сборной Словакии 12 октября 2010 года в рамках отборочного турнира к Евро-2012. Матч закончился со счётом 1:1.
Главный тренер сборной Ирландии Джованни Трапаттони включил Сент-Леджера в число участников Евро-2012, на который Шон был заявлен под номером 2. На самом Евро-2012 сборная Ирландии заняла последнее место в группе C, проиграв все три матча. Шон Сент-Леджер принял участие во всех играх своей команды, а 10 июня 2012 года забил единственный гол сборной Ирландии на Евро-2012 в матче против сборной Хорватии (1:3).

#### Матчи и голы за сборную
| Матчи и голы за сборную | Матчи и голы за сборную | Матчи и голы за сборную | Матчи и голы за сборную | Матчи и голы за сборную | Матчи и голы за сборную                   | Матчи и голы за сборную |
| №                       | Дата                    | Соперник                | Счёт                    | Голы Сент-Леджера       | Турнир                                    |                         |
| ----------------------- | ----------------------- | ----------------------- | ----------------------- | ----------------------- | ----------------------------------------- | ----------------------- |
| 1                       | 6 июня 2009             | Болгария                | 1:1                     | -                       | Матч отборочного турнира ЧМ-2010          |                         |
| 2                       | 12 августа 2009         | Австралия               | 0:3                     | -                       | Товарищеский матч                         |                         |
| 3                       | 5 сентября 2009         | Кипр                    | 2:1                     | -                       | Матч отборочного турнира ЧМ-2010          |                         |
| 4                       | 8 сентября 2009         | ЮАР                     | 1:0                     | -                       | Товарищеский матч                         |                         |
| 5                       | 10 октября 2009         | Италия                  | 2:2                     | 1                       | Матч отборочного турнира ЧМ-2010          |                         |
| 6                       | 14 октября 2009         | Черногория              | 0:0                     | -                       | Матч отборочного турнира ЧМ-2010          |                         |
| 7                       | 14 ноября 2009          | Франция                 | 0:1                     | -                       | ЧМ-2010. Первый стыковой матч зоны УЕФА   |                         |
| 8                       | 18 ноября 2009          | Франция                 | 1:1                     | -                       | ЧМ-2010. Ответный стыковой матч зоны УЕФА |                         |
| 9                       | 2 марта 2010            | Бразилия                | 0:2                     | -                       | Товарищеский матч                         |                         |
| 10                      | 25 мая 2010             | Парагвай                | 2:1                     | -                       | Товарищеский матч                         |                         |
| 11                      | 28 мая 2010             | Алжир                   | 3:0                     | -                       | Товарищеский матч                         |                         |
| 12                      | 3 сентября 2010         | Армения                 | 1:0                     | -                       | Матч отборочного турнира Евро-2012        |                         |
| 13                      | 7 сентября 2010         | Андорра                 | 3:1                     | -                       | Матч отборочного турнира Евро-2012        |                         |
| 14                      | 8 октября 2010          | Россия                  | 2:3                     | -                       | Матч отборочного турнира Евро-2012        |                         |
| 15                      | 12 октября 2010         | Словакия                | 1:1                     | 1                       | Матч отборочного турнира Евро-2012        |                         |
| 16                      | 8 февраля 2011          | Уэльс                   | 3:0                     | -                       | Матч Кубка наций 2011                     |                         |
| 17                      | 7 июня 2011             | Италия                  | 2:0                     | -                       | Товарищеский матч                         |                         |
| 18                      | 10 августа 2011         | Хорватия                | 0:0                     | -                       | Товарищеский матч                         |                         |
| 19                      | 2 сентября 2011         | Словакия                | 0:0                     | -                       | Матч отборочного турнира Евро-2012        |                         |
| 20                      | 7 октября 2011          | Андорра                 | 2:0                     | -                       | Матч отборочного турнира Евро-2012        |                         |
| 21                      | 11 октября 2011         | Армения                 | 2:1                     | -                       | Матч отборочного турнира Евро-2012        |                         |
| 22                      | 11 ноября 2011          | Эстония                 | 4:0                     | -                       | Евро-2012. Первый стыковой матч           |                         |
| 23                      | 15 ноября 2011          | Эстония                 | 1:1                     | -                       | Евро-2012. Ответный стыковой матч         |                         |
| 24                      | 29 февраля 2012         | Чехия                   | 1:1                     | -                       | Товарищеский матч                         |                         |
| 25                      | 26 мая 2012             | Босния и Герцеговина    | 1:0                     | -                       | Товарищеский матч                         |                         |
| 26                      | 4 июня 2012             | Венгрия                 | 0:0                     | -                       | Товарищеский матч                         |                         |
| 27                      | 10 июня 2012            | Хорватия                | 1:3                     | 1                       | Евро-2012                                 |                         |
| 28                      | 14 июня 2012            | Испания                 | 0:4                     | -                       | Евро-2012                                 |                         |
| 29                      | 18 июня 2012            | Италия                  | 0:2                     | -                       | Евро-2012                                 |                         |

Итого: 29 матчей / 3 гола; 12 побед, 10 ничьих, 7 поражений.
(откорректировано по состоянию на 18 июня 2012)